# Gianluigi Chirizzi
Gianluigi Chirizzi (1944) è un attore italiano.

## Biografia
Debutta nel 1972, quando Federico Fellini lo scelse per il ruolo di Filippetto in Roma.
Chirizzi ha avuto un ruolo importante nel film Malizia del 1973 di Salvatore Samperi, in cui interpreta Antonio. Nel 1979 recitò in La ragazza del vagone letto di Ferdinando Baldi. 
Tra il 1979 e il 1980 fu sui set di Andrea Bianchi, in Malabimba e Le notti del terrore, dove interpreta Mark, un fotografo impegnato in una cruenta battaglia contro degli etruschi resuscitati da un rito magico. Questo film, uscito nel 1981, segna la conclusione della carriera di Chirizzi.

## Filmografia parziale

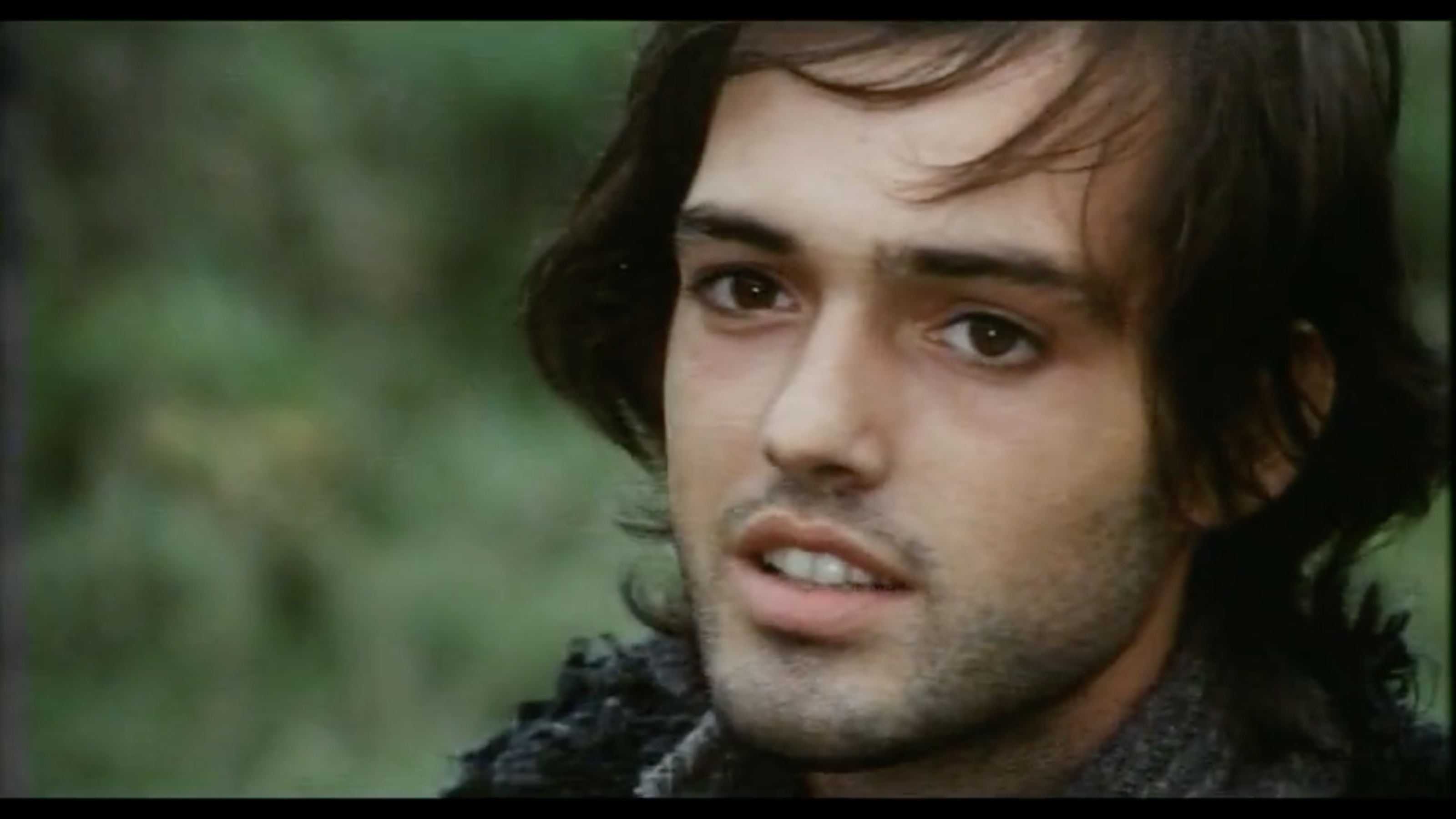
Gianluigi Chirizzi in Le monache di Sant'Arcangelo (1973)

- Malizia, regia di Salvatore Samperi (1973)
- Le monache di Sant'Arcangelo, regia di Domenico Paolella (1973)
- Nipoti miei diletti, regia di Franco Rossetti (1974)
- La ragazzina, regia di Mario Imperoli (1974)
- Blue Jeans, regia di Mario Imperoli (1975)
- Quella provincia maliziosa, regia di Gianfranco Baldanello (1975)
- Scandalo in famiglia, regia di Marcello Andrei (1976)
- Atti impuri all'italiana, regia di Oscar Brazzi (1976)
- Le notti del terrore, regia di Andrea Bianchi (1981)

## Doppiatori
- Pino Colizzi in Malizia
- Massimo Turci in Le monache di Sant'Arcangelo
- Roberto Chevalier in La ragazzina
- Angelo Nicotra in Blue Jeans